# 武蔵野 (食品製造)
株式会社武蔵野（むさしの、Musashino Co., Ltd.）は、埼玉県朝霞市の食品製造（中食）会社。武蔵野ホールディングス傘下の企業である。

## 概要
セブン-イレブンジャパン向けにお弁当、おにぎり、調理パン、チルド麺等を製造し、全国15工場から毎日約400万食を納入している。かつてはパン粉製造からスタートし、パン製造を開始、山崎製パンに納入していたが、後にセブン-イレブンに納入先を変更した。その他、レジャー施設の運営も行っている。

## 沿革
- 1969年（昭和44年）7月 - 株式会社武蔵野フーズとして設立。
- 1971年（昭和46年）- ムサシノ食品株式会社を設立。
- 1976年（昭和51年）- 福岡市に株式会社チロル（現・株式会社武蔵野 福岡工場）を設立。
- 1977年（昭和52年）- 株式会社武蔵野商事（現・武蔵野フーズ）を設立。
- 1981年（昭和56年）- 福島県郡山市に株式会社サンフーズ（現・当社福島工場）を設立。
- 1986年（昭和61年）- 静岡県にカムス株式会社（現・株式会社武蔵野 静岡工場）設立。
- 1987年（昭和62年）- 回転寿司「むさし野」の店舗展開を開始。
- 1989年（平成元年）- 株式会社コヤマ・フーズと業務提携し、麺類の分野に進出。
- 1990年（平成2年）- ヤマタカ食品工業株式会社を傘下に収め、漬物分野に進出。
- 1991年（平成3年）- 九州の瀬高冷凍麺工場を傘下に収め、冷凍麺分野に進出。
- 1992年（平成4年）- CI導入。株式会社武蔵野へ社名変更。
- 1993年（平成5年）- 所沢物流センター開設。
- 1994年（平成6年）- 朝霞市に大型総合工場完成。
- 1995年（平成7年）- 株式会社武蔵野東日本、株式会社武蔵野東海及び株式会社武蔵野西日本と合併。
- 1997年（平成9年）- 神戸市に新工場開設。関西地区展開を開始。
- 1999年（平成11年）- 台湾に合弁会社「統一武蔵野股份有限公司」を設立。
- 2000年（平成12年）- 横浜新工場竣工。コヤマ・フーズを吸収合併。
- 2002年（平成14年）- 千葉県八千代市に千葉新工場竣工。武蔵野フーズがムサシノ食品を合併。
- 2004年（平成16年）- 大阪工場開設。
- 2005年（平成17年）- 武蔵野フーズカムス第2工場竣工。
- 2012年（平成24年）- 京都府八幡市に工場開設。
- 2022年（令和4年）- おおた渡良瀬産業団地に、冷凍食品製造工場、群馬フローズンファクトリーを開設[2]。

## 事業所
- 埼玉工場 - 埼玉県朝霞市泉水
- 武蔵野グループR&Dセンター - 埼玉県朝霞市浜崎（旧称：新埼玉工場）
- 朝霞工場 - 埼玉県朝霞市膝折町
- 千葉工場 - 千葉県八千代市
- 神奈川工場 - 神奈川県厚木市
- 横浜工場 - 神奈川県横浜市金沢区
- 静岡工場 - 静岡県静岡市清水区
- 東海工場 - 静岡県袋井市
- 福岡工場 - 福岡県糟屋郡粕屋町
- 栃木第一、第二工場 - 栃木県佐野市
- 群馬工場 - 群馬県佐波郡玉村町
- 福島工場 - 福島県郡山市
- 仙台工場 - 宮城県多賀城市
- 神戸工場 - 兵庫県神戸市東灘区
- 埼玉麺工場 - 埼玉県川越市
- 大阪工場 - 大阪府東大阪市
- 京都工場 - 京都府八幡市
- 株式会社武蔵野フーズ本社 - 埼玉県朝霞市西原
- カムス第1工場 - 埼玉県比企郡嵐山町
- カムス第2工場 - 埼玉県比企郡嵐山町
- カムス神戸工場 - 兵庫県神戸市西区
- 三芳工場 - 埼玉県入間郡三芳町上富
- 東京麺工場 - 埼玉県新座市
- 福岡麺工場 - 福岡県みやま市瀬高町
- ムサシノ食品部所沢工場 - 埼玉県三芳町竹間沢東
- カムス第3工場 - 埼玉県比企郡嵐山町

## 関連会社・吸収企業
- 武蔵野フーズ-1977年9月に、株式会社「武蔵野商事」として設立し、1999年に「武蔵野フーズ」へ改名。安田会長が1966年に設立した個人商店「武蔵野商事」、1969年設立の「株式会社武蔵野フーズ（現・武蔵野）」とはそれぞれ同名の別法人[3]。
- 武蔵野ロジスティクス-1977年に「株式会社武蔵野商事配送センター」として創設し、2005年に改名[3]。

### 吸収合併
- 株式会社アンコーポレーション-2008年に吸収合併し、「スポーツ・レジャー事業部」へと新設[3]。
- 株式会社コヤマ・フーズ-麺類の分野に進出時の1989年11月買収し、2000年の吸収合併後から「埼玉麺工場」[3]。